# Акопов, Нерсес Григорьевич
Нерсес Григорьевич Акопов (1906 — 1990) — советский тренер по классической и вольной борьбе, Заслуженный тренер СССР (1960).

## Биография
Увлёкся борьбой в 1923 году.
В 1929 году перешёл на тренерскую работу. Подготовил более 30 мастеров спорта СССР.
Судья всесоюзной категории (1959), почётный судья всесоюзной категории (1966).
Участник Великой Отечественной войны.

## Известные воспитанники
- Дзнеладзе, Роман Михайлович (1933—1966) — чемпион и призёр чемпионатов СССР, бронзовый призёр Олимпийских игр 1956 года, Заслуженный мастер спорта СССР;
- Мчедлишвили, Заур Алексеевич (1937) — чемпион и призёр чемпионатов СССР по вольной борьбе, мастер спорта СССР;
- Руруа, Роман Владимирович (1942) — четырёхкратный чемпион мира, чемпион и призёр Олимпийских игр, Заслуженный мастер спорта СССР.